# 邦比亞諾山
46°08′54″N 10°24′57″E / 46.14827°N 10.41586°E
邦比亞諾山（義大利語：Monte Bombiano），是意大利的山峰，位於該國北部，由倫巴第大區負責管轄，屬於阿達梅洛-普雷薩內拉阿爾卑斯山脈的一部分，海拔高度2,855米，每年平均降雨量1,386毫米。